# Erik Glosimodt

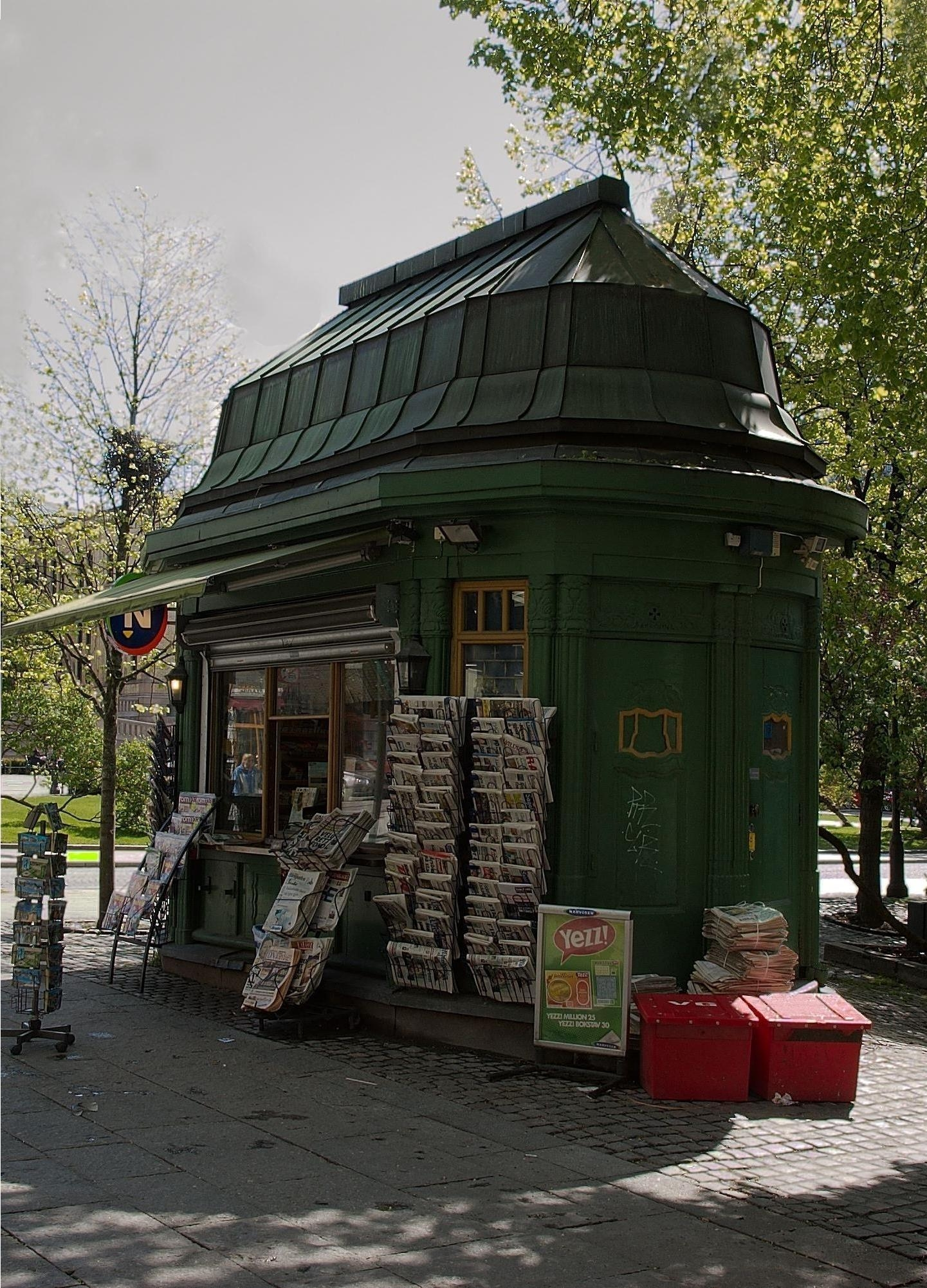
Centrumkiosken på Eidsvolls plass i Oslo

Erik Waldemar Glosimodt, född 19 december 1881 i Kristiania, död 19 september 1921 i Trondhjem, var en norsk arkitekt. 
Erik Glosimodt studerade först under Herman Major Schirmer vid Den kongelige Tegneskole i Kristiania och blev genom detta påverkad av byggnadsskick på landsbygden i Østlandet. Han utbildade sig också på Kunstakademiet i Köpenhamn.
Efter utbildningen arbetade Erik Glosimodt hos Ole Sverre mellan 1904 och 1907. Därefter bodde han i Köpenhamn, där han bland annat ritade Paladshotellet i Köpenhamn tillsammans med Anton Rosen. Åter i Kristiania hos Ole Sverre bidrog han vid ombyggnaden av Grand Hotel i Oslo.
År 1911 grundade han en egen arkitektbyrå i Kristiania. Han vann tävlingen om Sparebanken i Haugesund 1913. Ungefär samtidigt fick han uppdraget att rita ett antal stationer utmed Dovrebanen: Fokstua, Vålåsjø, Hjerkinn, Kongsvoll och Drivstua, alla i nationell stil och med barock- och rokokoornamentering.
Erik Glosimodt ritade också flera mindre stationer i Osloområdet längs Holmenkollbanen och Ekebergbanen. Vidare ritade han kiosker för Narvesens Kioskkompani, till exempel Centrumkiosken på Eidsvolls plass i Oslo från 1914.

## Stationer på Dovrebanen

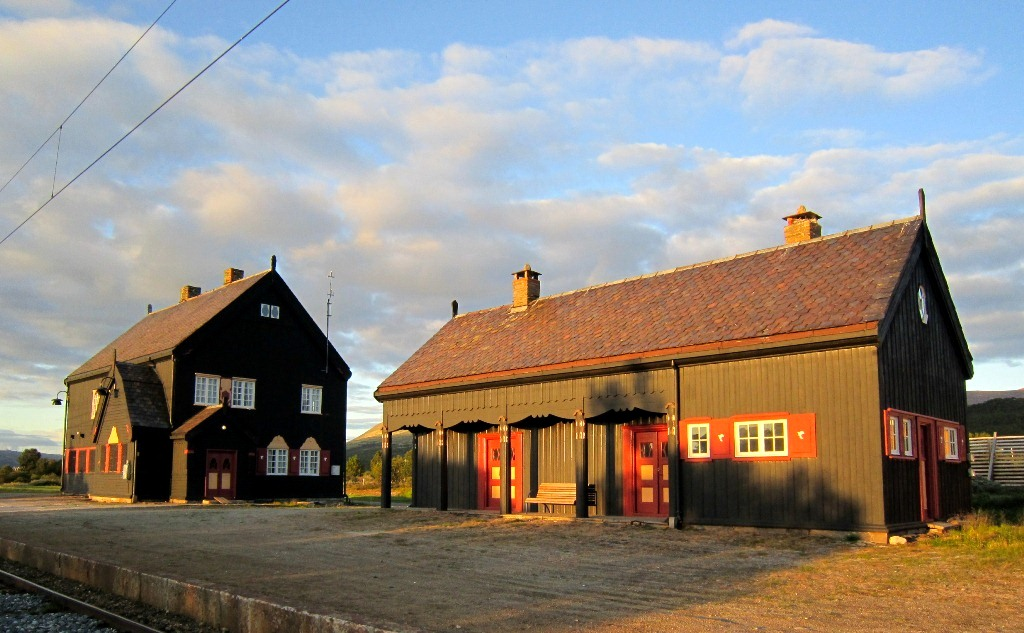
Fokstua station
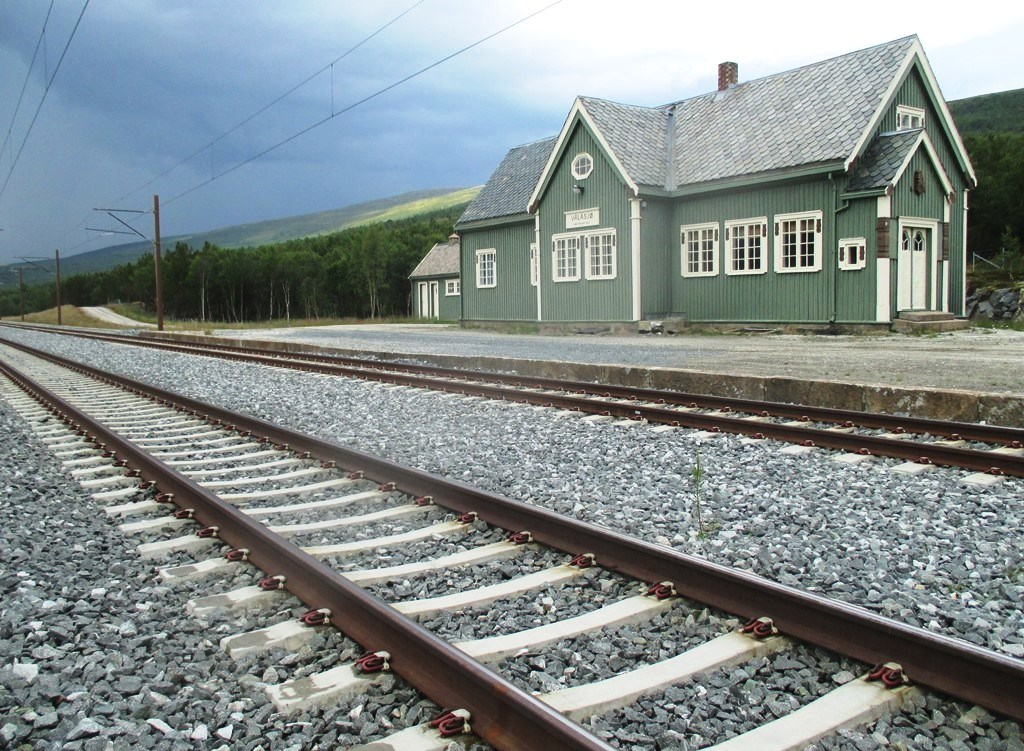
Vålåsjø hållplats
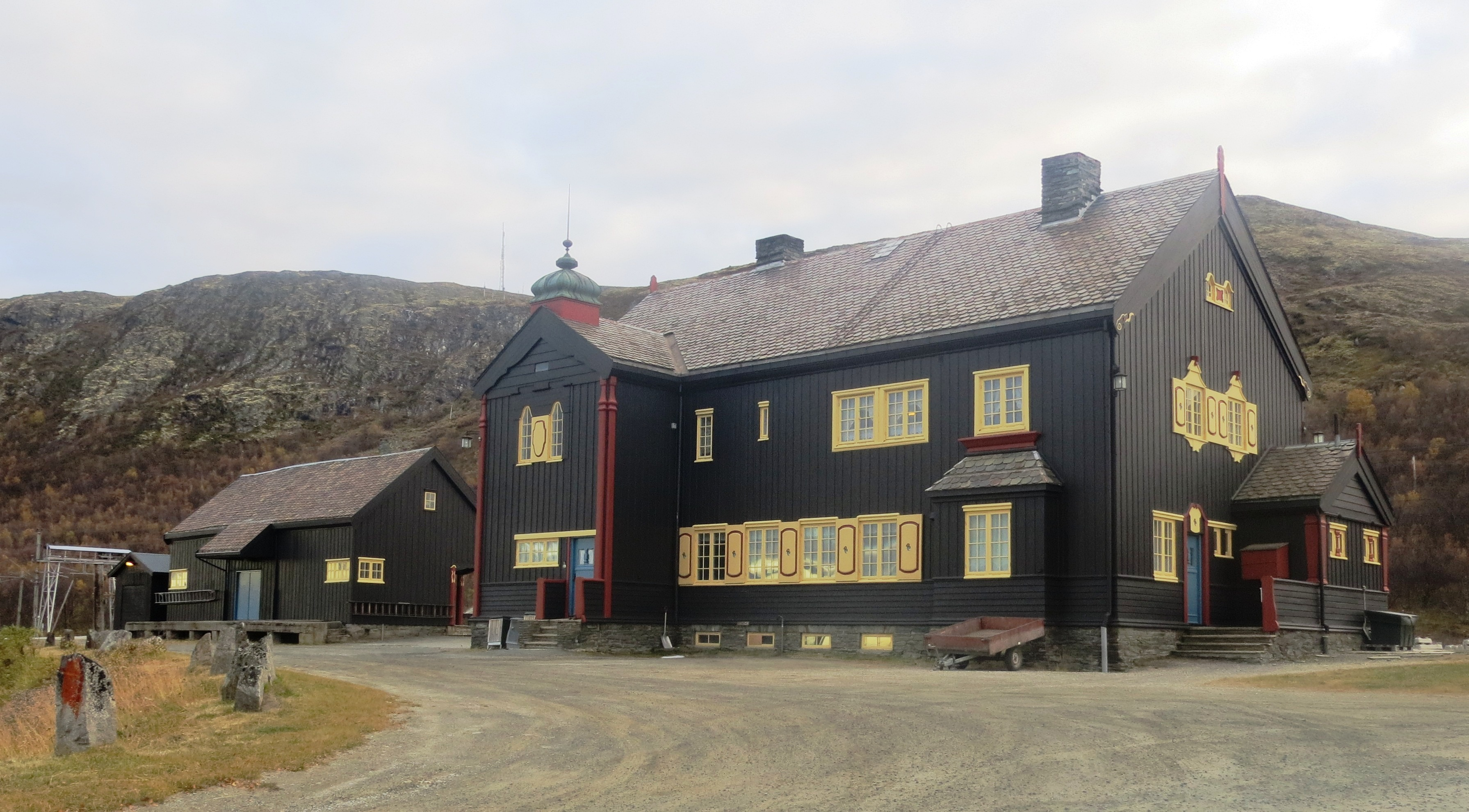
Hjerkinns station
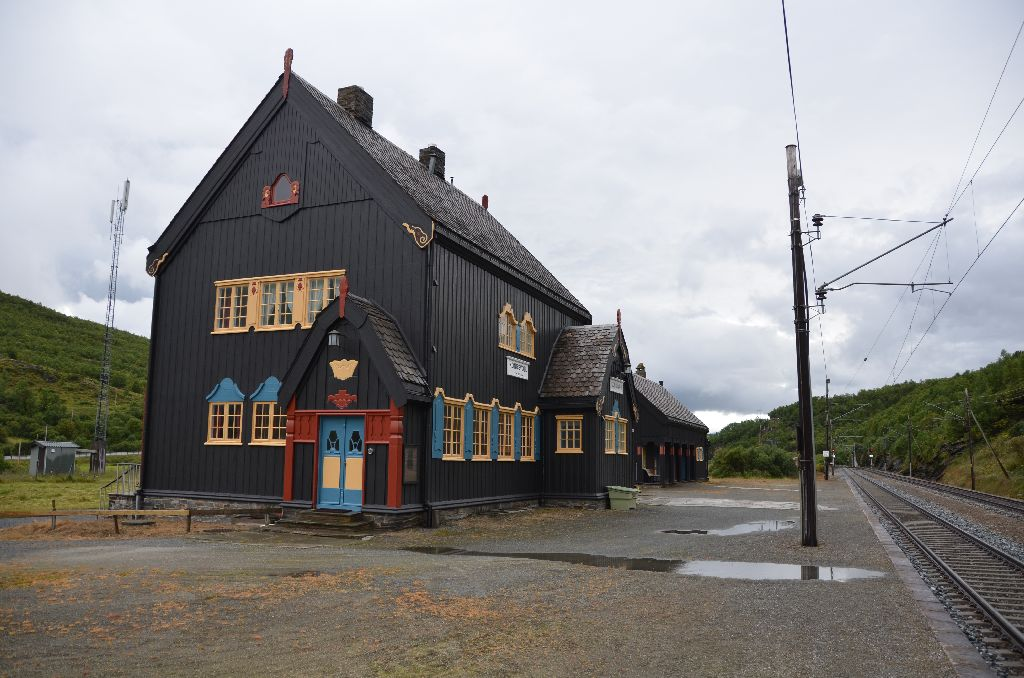
Kongsvolls station
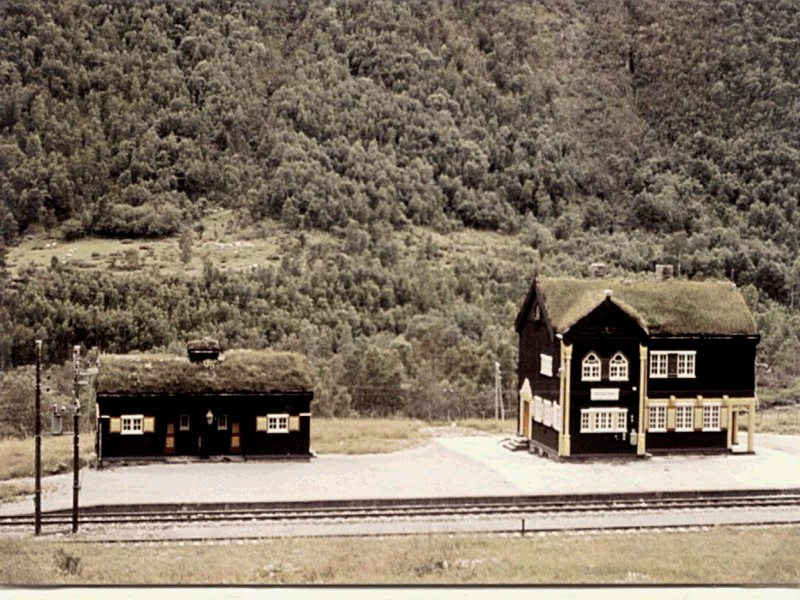
Drivstua station

## Pendeltågsstationer i Oslo

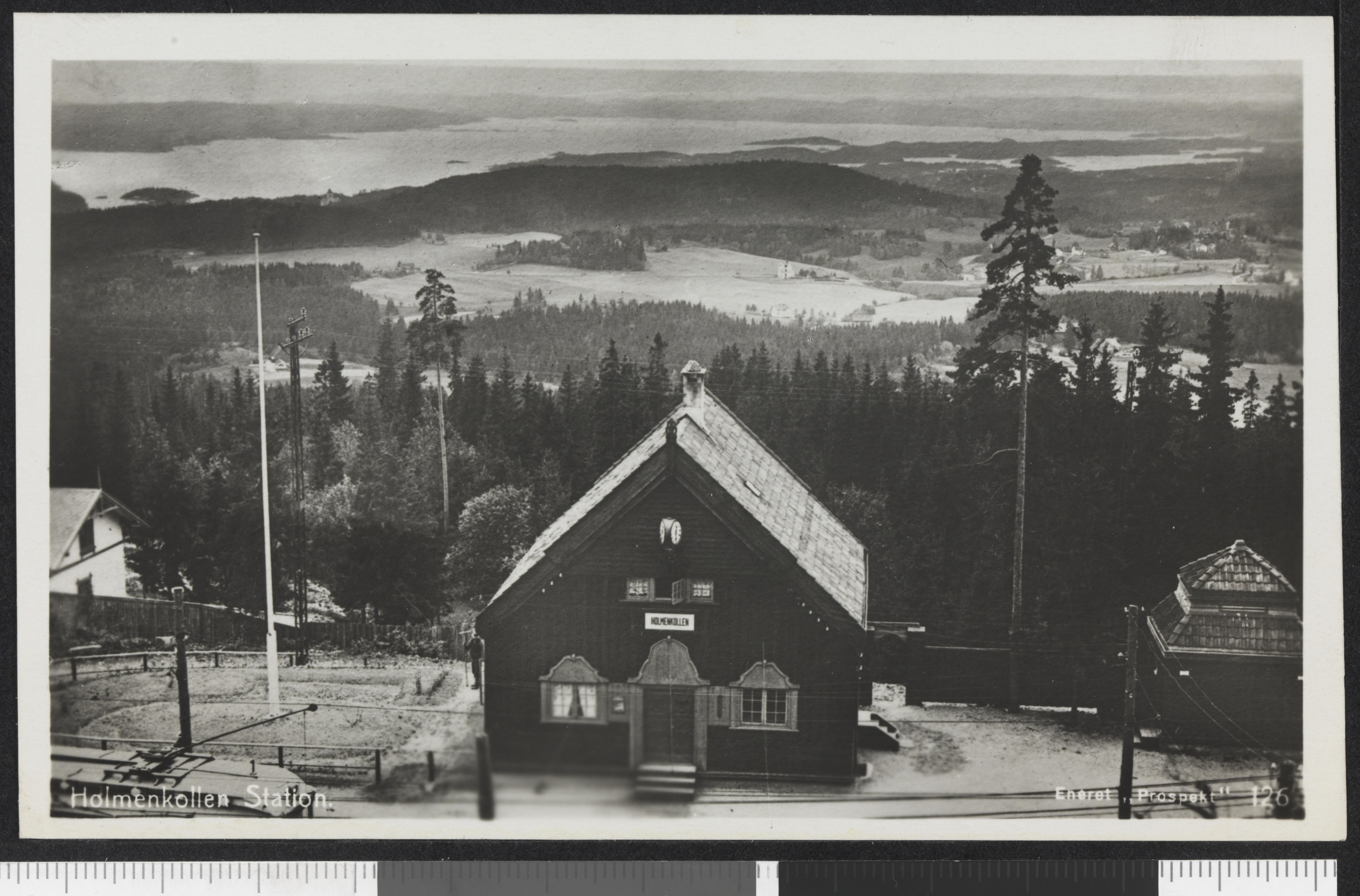
Holmenkollens station på ett äldre vykort
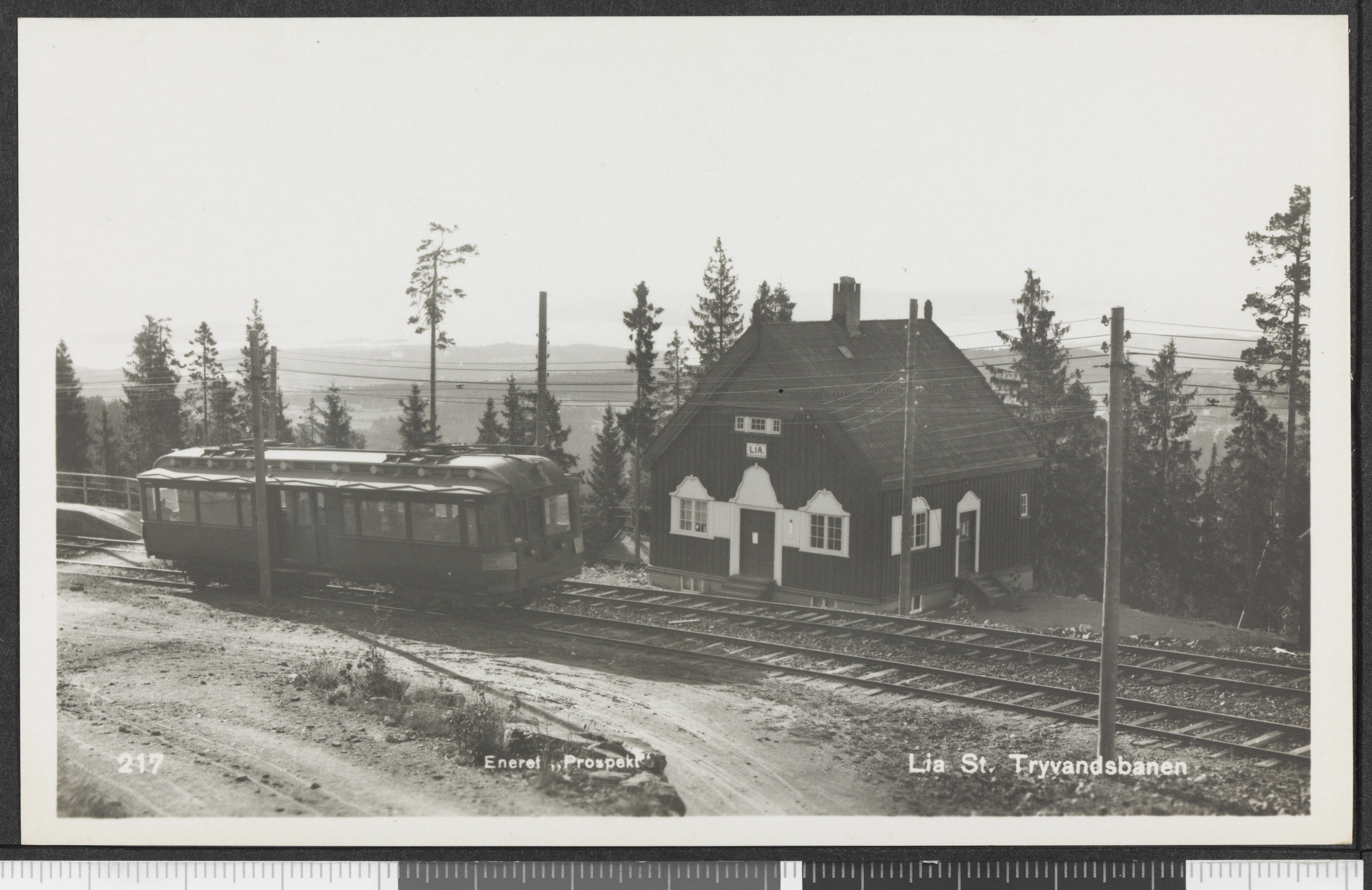
Tidigare Lia station, numera Voksenlia station på ett äldre vykort
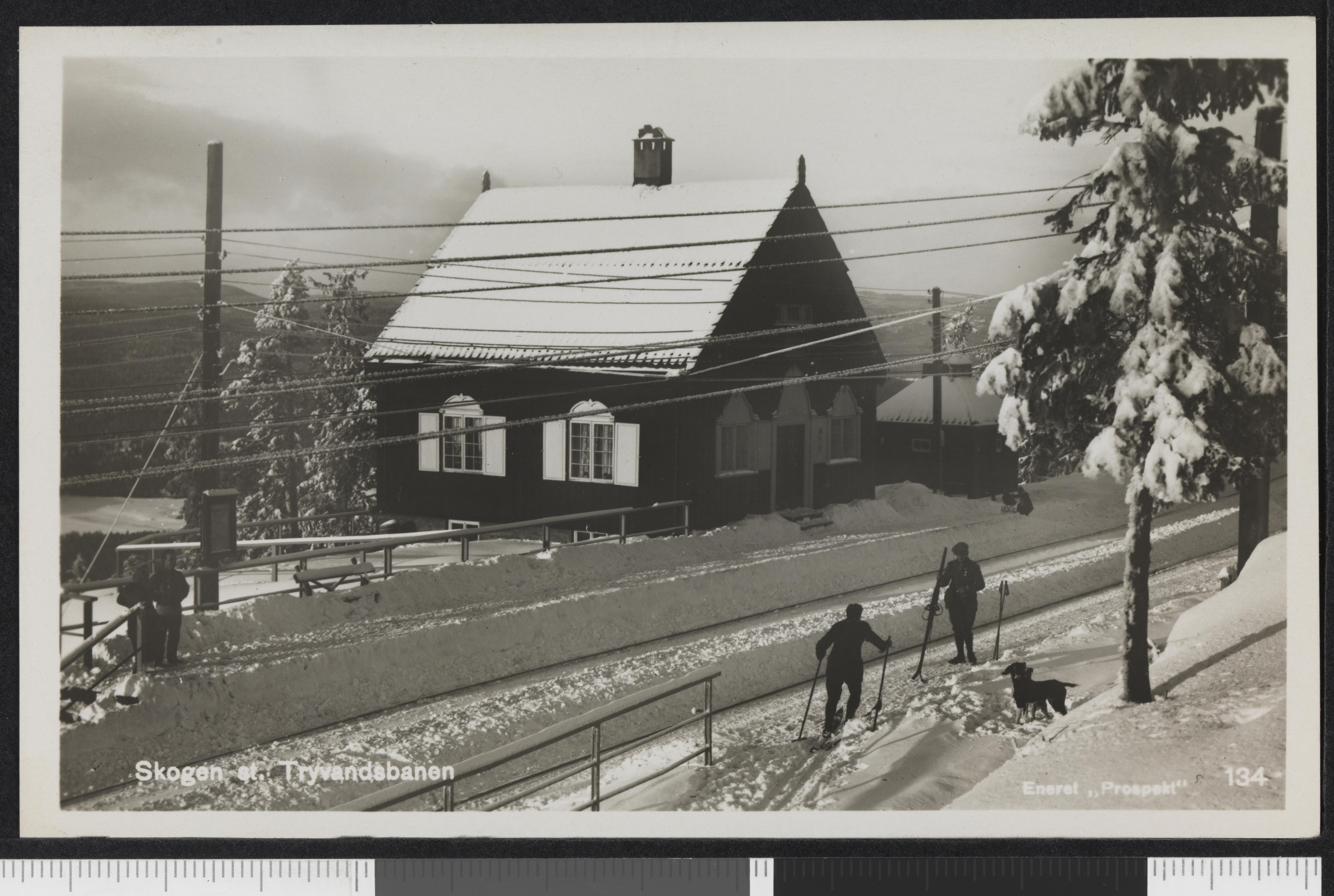
Skogens station på ett äldre vykort
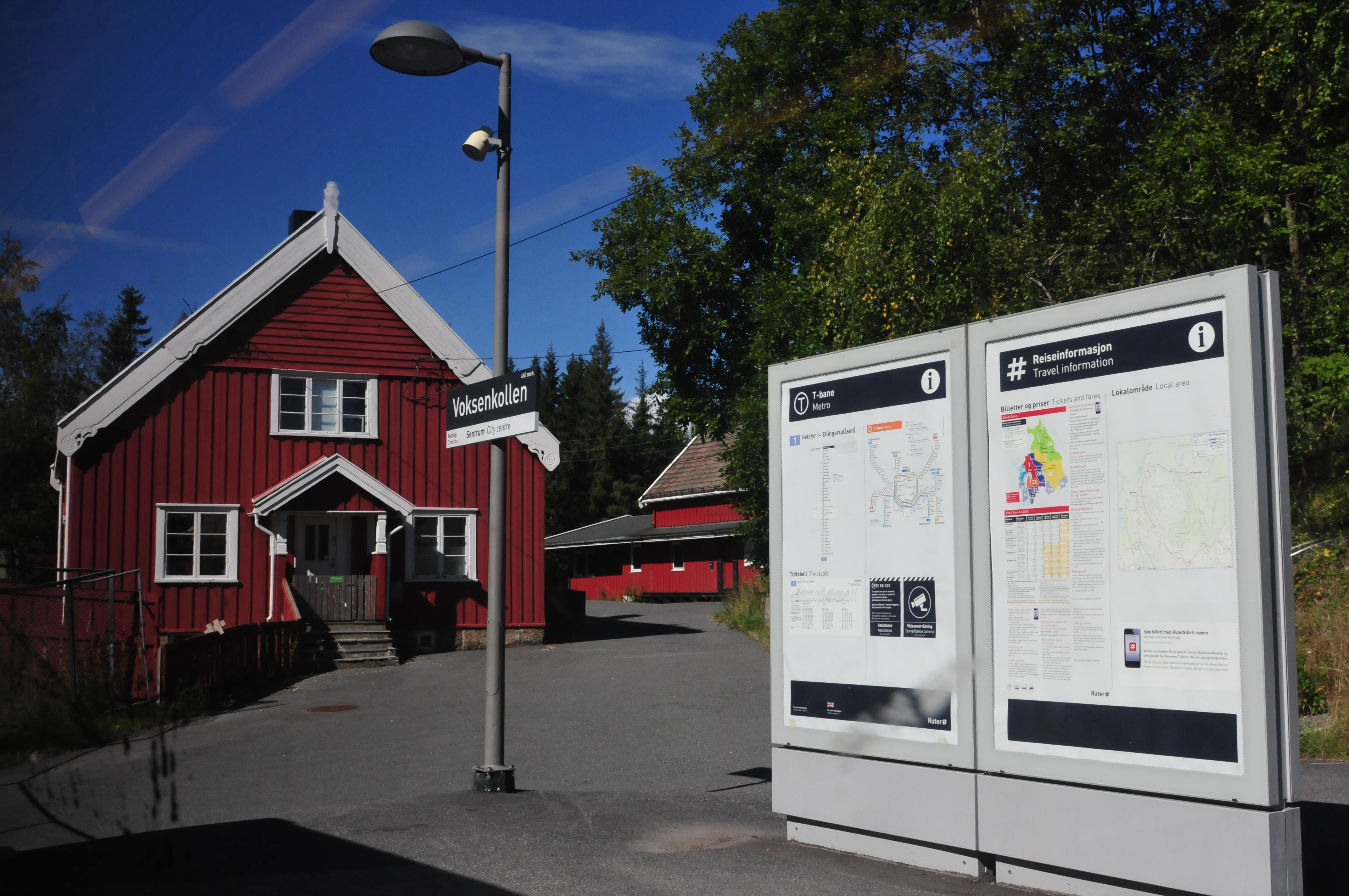
Voksenkollens station
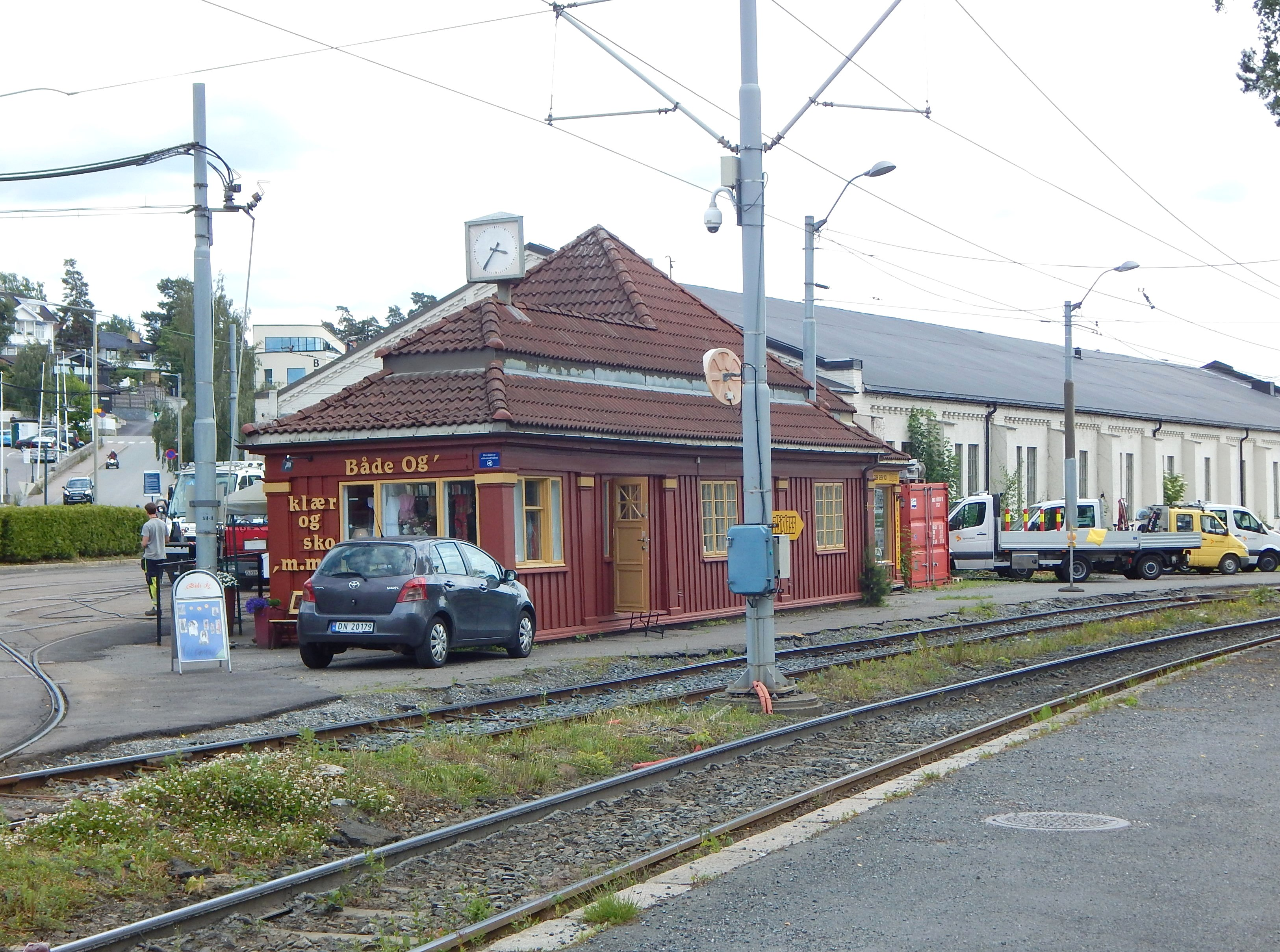
Holtets hållplats på Ekebergbanen